# Alicia Altabella
Alicia Altabella Hernández, nacida como María de la Salud, (Caspe, 28 de septiembre de 1924–2015) fue una actriz de reparto española, de carrera prolífica y versátil, ya que destacó tanto en radio, como en cine, teatro y televisión.

## Trayectoria
Era hermana del profesor e historiador del periodismo José Altabella. Estudió en el Conservatorio Nacional de Música en Madrid e inició su carrera artística sobre las tablas en 1948 en el Teatro Lara. En 1952 comenzó a trabajar en la plantilla actoral de Radio Madrid interpretando teatro clásico y contemporáneo y recitando poesía.El salto al cine será a partir del concurso de posguerra «CIFESA busca un estrella».
Trabajó en importantes películas de la época como Novio a la vista dirigida por Luis García Berlanga, Historias de la radio de José Luis Sáenz de Heredia, o El otro árbol de Guernica de Pedro Lazaga, entre otras. En televisión, Altabella participó en programas y series dramáticas como el Proceso a Mariana Pineda, Los gozos y las sombras, o La huella del crimen. También trabajó en el teatro y en programas radiofónicos como la popular radionovela Ama Rosa, en la que interpretaba a Marta, la hermana soltera de Antonio.
Tuvo una hija llamada Alicia María Sonia Mestres Altabella (1972).

## Reconocimientos
Obtuvo un reconocimiento a su longeva carrera en 1977 al ser proclamada como pregonera de las fiestas de Aguaviva (Teruel) de donde su familia era originaria. Del municipio turolense procedía su padre, guardia civil de profesión.

## Filmografía (selección)
- 1954 – Novio a la vista. Luis García Berlanga.
- 1955 – Historias de la radio. José Luis Sáenz de Heredia.
- 1962 – Tómbola. Luis Lucía.
- 1969 – El otro árbol de Guernica. Pedro Lazaga.